# Peprilus simillimus
Peprilus simillimus is een straalvinnige vis uit de familie van grootbekken (Stromateidae) en behoort derhalve tot de orde van baarsachtigen (Perciformes). De vis kan een lengte bereiken van 28 centimeter.

## Leefomgeving
Peprilus simillimus is een zoutwatervis. De vis prefereert een subtropisch klimaat en leeft hoofdzakelijk in de Grote Oceaan. De diepteverspreiding is 9 tot 91 meter onder het wateroppervlak.

## Relatie tot de mens
Peprilus simillimus is voor de visserij van aanzienlijk commercieel belang. In de hengelsport wordt er weinig op de vis gejaagd.